# Inside Information
Inside Information – szósty album wydany przez zespół rockowy Foreigner, wydany w 1987. Płyta jest ostatnim albumem nagranym z Lou Grammem po jego odejściu z zespołu w 1990 roku.

## Lista utworów
1. „Heart Turns to Stone” (Lou Gramm) – 4:29
2. „Can't Wait” (Gramm, Mick Jones) – 4:27
3. „Say You Will” (Gramm, Jones) – 4:12
4. „I Don't Want to Live Without You” (Jones) – 4:52
5. „Counting Every Minute” – 4:11
6. „Inside Information” – 4:09
7. „The Beat of My Heart” – 5:10
8. „Face to Face” – 3:53
9. „Out of the Blue” – 4:42 (Jones, Gramm, Wills, Elliott)
10. „A Night to Remember” – 4:07

## Twórcy
- Dennis Elliott – perkusja, wokal
- Rick Wills – gitara basowa, wokal
- Lou Gramm – pierwszy wokal, perkusja
- Mick Jones – gitara, instrumenty klawiszowe, wokal